# Architectone
Les architectones sont des modèles en trois dimensions réalisés par Kasimir Malevitch à partir du début des années 1920. Recherches théoriques cherchant à faire évoluer le suprématisme de la peinture, jugée dépassée, à l’architecture, elles sont destinées à servir d’objet d’étude pour les jeunes générations d’architectes.

## Origine
Dès le milieu des années 1910, Malevitch cherche à théoriser ses recherches sur l’espace en un vaste projet destiné à adapter sa vision du cosmique aux constructions tridimensionnelles. Il s’agit de « suprématisme spatial » qui reste cependant à l’état d’esquisses. Malevitch aurait pu être influencé par les œuvres de Robert Van't Hoffla dont des reproductions avaient été publiées dans la revue de De Stijl dès 1918.

## Les différents types d’architectones

### Les planites
Vers 1924, Malevitch commence à réaliser des modèles en plâtre, incluant parfois – mais rarement - du bois peint et du verre coloré. Il s’agit d’ensembles composés d’éléments cubiques ou parallélépipèdes, à l’assemblage modifiable. Les premiers modèles, dits « planites » ou « modèle Alpha », « Bêta » ou « C » se développent horizontalement, sur une surface avoisinant 30 x 30 x 80 cm et peuvent être composés d’une centaine d’éléments. Dans une note accompagnant 5 compositions au crayon, Malevitch donne ces indications à la fois très théoriques et très pratiques : « Coloration du planite d’habitation : noire et blanche par priorité. Rouge, noire et blanche, dans des cas d’exception, dépendant de la dynamique des forces sociales ou de leur faiblesse. Le planite doit être appréhendé par le terrien de tous côtés. Il peut y être dedans ou au-dessus. Le planite est simple comme une toute petite chose ; accessible de partout pour le terrien qui y habite, en cas de beau temps il peut se trouver sur sa surface à l’intérieur. Grâce à sa construction le planite permet d’être entretenu de façon hygiénique ».

### Les Gothas
Les seconds, baptisés « Gotha » (ou « Zéta »), s’érigent verticalement à partir de pièces semblables à celles utilisées pour les planites. Plus énigmatiques, bien que proches visuellement de groupes de gratte-ciels ou de villes fortifiées, ces modèles aux aspirations spirituelles certaines, ne bénéficient cependant pas d’une documentation théorique satisfaisante. Malevitch semble en avoir fait un usage didactique au Ginhuk, école d’art dont il était à la fois directeur et responsable de la section « Formelle-théorique ». Mais dans son article « Suprématisme. Architecture », paru en 1927, Malevitch n’évoque aucun des architectones.

### Les colonnes
À partir de 1927, Malevitch semble abandonner le terme « architectones » au profit de « colonnes », assemblages plus groupés, plus élancés aussi, aux formes moins complexes et finalement plus traditionnelles. En 1930-32, il réalisera un projet de monument-colonne pour concourir au Palais des Soviets à Moscou aux allures presque néo-classiques, comprenant des figures en pied.

## Réassemblages
Un grand nombre d’architectones ont été perdus ou détériorés, c'est-à-dire amputés d’un nombre plus ou moins important d’éléments. Certains musées, à l’occasion d’expositions ou de restaurations, ont tenté de « reconstruire » des architectones à partir de dessins et de photographies et en complétant avec de nouvelles pièces. C’est le cas du musée (alors) national d’art moderne de la Ville de Paris (1978) avec des œuvres désormais exposées au Centre Georges-Pompidou, ou de l’exposition « Die Grosse Utopie » au Schirn Kunsthalle Frankfurt (de) (1992).

## Répercussion sur l’architecture
Objets purement théoriques, y compris pour les architectes, les architectones proposent une occupation non-utilitariste de l’espace mais pas pour autant inutile : Malevitch envisage ainsi ses planites comme des maisons pour « terriens hommes », ce qui résume parfaitement le grand écart du théoricien. On retrouve chez trois architectes qui lui sont contemporains les théories de Malevitch restées là encore à l’état embryonnaire : Ilia Tchachnik, à l’origine de la « Tribune de Lénine » (1920), Lasar Markowitsch Chidekel (de) et Lissitzky.